# Política Agrícola Común de la Unión Europea
La Política Agrícola Común (PAC), llamada a veces Política Agraria Común, es una de las políticas principales que la Comisión Europea elabora y ejecuta junto a los Estados miembros, siendo el principal instrumento regulador en el ámbito de la agricultura en toda la Unión Europea. Ejecutada por el comisario europeo de Agricultura y gestionada por la Dirección General de Agricultura y Desarrollo Rural  (DG AGRI) de la Comisión. Hasta hace poco, operaba mediante un sistema de subsidios y de intervención en el mercado; hasta la década de 1990 la política representaba el 60 % del presupuesto anual de la Unión Europea, y hoy en día aún representa el 40 %.
| Objetivos específicos de la PAC (artículo 39 del TFUE) |
| --- |
| Incrementar la productividad agrícola, fomentando el progreso técnico y asegurando el empleo óptimo de los factores de producción, en particular, de la mano de obra |
| Garantizar así un nivel de vida equitativo a la población agrícola, en especial, mediante el aumento de la renta individual de los que trabajan en la agricultura    |
| Estabilizar los mercados |
| Garantizar la seguridad de los abastecimientos |
| Asegurar al consumidor suministros a precios razonables |

Los controles de precios y la intervención en los mercados tuvieron como resultado la sobreproducción, la cual se almacenaba para mantener los niveles mínimos de precios. Para disponer de este superávit, a menudo se vendían en el mercado mundial internacional a precios por debajo de los precios garantizados por la Unión o, por otra parte, los agricultores a menudo recibían subsidios que equivalían a la diferencia entre los precios mundiales y los de la Unión. Este sistema se ha criticado por vender más barato que la producción de los países en vías de desarrollo. La sobreproducción también ha sido criticada por los ambientalistas por los métodos de producción intensivos. Por otra parte, los que apoyan a la Política Agrícola Común, argumentan que la ayuda económica para los agricultores, les asegura un estándar de vida razonable imposible económicamente si no existiera.
Desde el comienzo de la década de 1990, la política se ha ido reformando. Al principio, estas reformas incluían la política de separar una porción de tierra de la producción, imponer cuotas en la producción lechera, etc. Los gastos agrícolas abandonarán los subsidios relacionados con la producción específica por relacionarlos con el tamaño de las fincas agrícolas, para permitir que el mercado establezca los niveles de producción y a la vez asegurar la renta de los agricultores. Las reformas también incluyen la abolición del régimen de azúcar entre los Estados miembros y las naciones africanas y caribeñas y su relación privilegiada.
Después de la entrada en vigor del Tratado de Roma de 1957, las políticas agrícolas de los Estados miembros de la Comunidad Europea fueron sustituidas por mecanismos de intervención a escala comunitaria. Las bases de la PAC no han cambiado desde entonces, aunque sí lo han hecho las normas relativas al procedimiento decisorio. El Tratado de Lisboa de 2009 ha reconocido la codecisión como «procedimiento legislativo ordinario» de la PAC, en sustitución del procedimiento de consulta.
La PAC ha experimentado cinco grandes reformas, las más recientes de las cuales se remontan a 2003 (revisión intermedia), 2009 (el «chequeo» de la PAC) y 2013 (para el período de financiación 2014-2020). Los primeros debates sobre la PAC posterior a 2020 comenzaron en 2016.

## Historia

### Desde el origen hasta 1980
En su origen, la PAC surge en 1962, en una Europa occidental marcada por la posguerra de la Segunda Guerra Mundial. La producción agrícola y ganadera había quedado seriamente mermada y peligraba la producción y el abastecimiento de productos básicos de alimentación. Así pues el objetivo central en estos primeros años de la PAC era asegurar que los ciudadanos, como consumidores dispusieran de un suministro estable y suficiente de alimentos a precios asequibles, para ello se debía garantizar que el conjunto de Estados miembros dispusieran de un sector agrario viable fomentando la mejora de la productividad agraria. La PAC funcionaba mediante subvenciones y sistemas que garantizaban precios elevados a los agricultores, sin elevar el precio final para los consumidores, incentivando el aumento de la producción. Con este objetivo, se daba asistencia financiera para la reestructuración de la agricultura, por ejemplo con subsidios a las inversiones agrarias para favorecer el crecimiento de las explotaciones, para aumentar la formación de los agricultores (formación específica y capacitación profesional), para adaptarse a las condiciones económico-sociales (jubilaciones anticipadas, ayudas a fondo perdido a las regiones más desfavorecidas), etc. El coste económico de estas medidas alcanzó hasta el 50% del presupuesto comunitario.
Los principios que inspiraban la PAC desde sus inicios fueron:
- Unidad de mercado con libre circulación de productos agrarios, precios institucionales comunes.
- Preferencia comunitaria con establecimiento de medidas protectoras frente a la competencia extracomunitaria.
- Solidaridad financiera, mediante la financiación de las políticas establecidas vía presupuesto de la Comunidad.

### A partir de los años 1970
Una vez alcanzado el objetivo de hacer llegar la autosuficiencia agrícola y ganadera al bloque comunitario, debido al importante aumento de las explotaciones y de la productividad de estas, surgió el problema de la sobreproducción. Se generaban excedentes de los principales productos agrarios, causando la acumulación de stocks, los cuales debieron exportarse (con ayuda de subvenciones) en el mejor de los casos, donados a países en vías de desarrollo y otras veces almacenados o destruidos dentro de la UE.
El coste presupuestario de estas medidas seguía siendo muy elevado, además provocaron distorsiones en algunos mercados mundiales, y sus consecuencias no siempre redundaron en interés de los agricultores, ni de los consumidores, llegando a ser criticadas y hacerse impopulares entre los ciudadanos comunitarios, a la vez consumidores y contribuyentes.
Los límites en la producción contribuyeron a reducir excedentes (cuotas lecheras en 1983). Por primera vez se hizo hincapié en una agricultura respetuosa del medio ambiente. Los agricultores tuvieron que prestar más atención al mercado, al tiempo que recibían ayudas directas a la renta, y responder a las nuevas prioridades del público (reforma MacSharry de 1992). 
Con esto se entra ya de lleno en los efectos de la PAC sobre los mercados exteriores, para “colocar” esos excedentes en el mercado mundial, la CEE tenía que subvencionar las exportaciones dado que los precios comunitarios eran más elevados que los mundiales. La irrupción de los ingentes excedentes europeos en los mercados internacionales, lo que hacía era, por un lado, deprimir los precios mundiales y, por otro, distorsionar los intercambios internacionales haciendo una competencia desleal a los países productores en desarrollo que no podían permitirse políticas tan proteccionistas, marginándolos de esos mercados a pesar de ser más competitivos que la propia CEE.

### La Agenda 2000
Con la Agenda 2000, se produce otro cambio de orientación de la PAC. Se continúa fomentando la competitividad de la agricultura europea, pensando tanto en el abastecimiento interno como en las exportaciones, pero se añade un elemento nuevo y esencial: una política de desarrollo rural, fomentando iniciativas rurales de cara a ayudar a los agricultores a reestructurar sus explotaciones, diversificar su producción y mejorar la comercialización de sus productos. Esto es, mantener la producción agraria y complementarla con actividades paralelas. Económicamente es de destacar la imposición de un límite máximo al presupuesto, evitando el aumento de los costes de la PAC.

### Reforma de 2003
En 2003 se acordó otra nueva reforma fundamental que incluía dos conceptos novedosos: la disociación y la condicionalidad. La disociación supone la ruptura de la relación entre ayudas y producción y permite/obliga a los agricultores a orientar la producción por las reglas del mercado. La explotaciones, para ser rentables deberán optar por producir en función de las demandas del mercado. No obstante se mantiene una cierta estabilidad de ingresos mediante ayudas a la renta. Los agricultores dejan de obtener ayudas simplemente por producir alimentos, se eliminan las ayudas directas y proporcionales a la producción y dejan de admitirse nuevos agricultores que puedan recibir ayudas. Estas se otorgan en función de la demanda. De esta forma se priman las inquietudes y necesidades de los consumidores, que son los que configuran el mercado y a la vez los contribuyentes, y se deja libertad a los agricultores para producir lo que necesita el mercado. Antes, cuanto más producían los agricultores, más subvenciones recibían. Se introduce además el concepto de "condicionalidad": los agricultores tienen que respetar una serie de normas medioambientales, de inocuidad de los alimentos, de sanidad vegetal y de bienestar de los animales y el incumplimiento de las mismas reducirá las ayudas directas. La inclusión de estos requisitos en las políticas sectoriales agrarias (también ganaderas y pesqueras) suponen una importante contribución a las políticas en materia de conservación del medio ambiente en la UE y crean un sistema de realimentación entre la diversificación de las explotaciones en el medio rural, orientando gran parte del sector primario hacia un sector terciario basado en el medio ambiente, y el mantenimiento y uso/explotación sostenible del entorno
La reforma acordada en 2003, cambió la forma en que la UE apoya al sector agrario a partir de 2005, ya que establece un pago desvinculado de la producción —desacoplamiento—, es decir, una ayuda que se abona al agricultor independientemente de que produzca o no y que se denomina régimen de pago único. Este pago está sujeto al cumplimiento de la condicionalidad: buenas prácticas agrarias y medioambientales y requisitos legales y de gestión.
El «chequeo» de 2009
El «chequeo», aprobado por el Consejo Europeo de noviembre de 2008, permitió revisar un amplio abanico de medidas aplicadas tras la reforma de la PAC de 2003. El proyecto pretendía reforzar la disociación total de las ayudas, reorientar parcialmente los fondos del primer pilar a favor del desarrollo rural, y flexibilizar las normas de intervención pública y de control.

### Reforma de 2013
La reforma de 2013 definió las líneas generales de la PAC para el período 2014-2020.

### Período 2020 - 2030
La reforma de la Política Agrícola Común 2023-2030 requiere la aprobación por parte de la Comisión Europea de un Plan Estratégico con objetivos medioambientales. Existe consenso científico en que las acciones de conservación efectivas para los ambientes agrícolas deben establecer objetivos regionales específicos y cuantificables sobre biodiversidad en los sistemas agrícolas y sus servicios ecosistémicos asociados, evaluando de modo continuó su grado de consecución, para poder alcanzar el objetivo de la PAC de promover políticas ambiciosas para una rápida transición hacia una agricultura ambientalmente sostenible y socialmente justa. Instamos a los organismos públicos a tomar decisiones valientes basadas en la evidencia científica en esta dirección.

## Política Pesquera Común
La Política Pesquera Común (PPC) es la política pesquera de la Unión Europea. Establece cuotas para limitar la cantidad de pescado de cada especie que las flotas pesqueras europeas pueden capturar. En 2004 tuvo un presupuesto de 931 millones de euros, aproximadamente el 0,75% del presupuesto de la Unión Europea.
Forma parte integrante de la política agrícola común.

## Financiación
La PAC absorbe aproximadamente el 40% del presupuesto de la UE, debido a que la política agraria común es uno de los pocos sectores cuya política está financiada principalmente por la UE. La mayoría de las demás políticas públicas, por el contrario, reciben su financiación de los Estados miembros fundamentalmente. En realidad solo constituye el 1% de todo el gasto público de la Unión Europea. En 2014 representó en torno a los 58.000 millones de euros.
El presupuesto de la PAC cubre tres tipos de gastos:
- La ayuda a la renta de los agricultores y al respeto de prácticas agrarias sostenibles. Estos pagos, financiados íntegramente por la UE, representan el 70% del presupuesto de la PAC.
- Las medidas de apoyo al mercado. Estos pagos representan menos del 10% del presupuesto de la PAC.
- Las medidas de desarrollo rural. Estos pagos, financiados en parte por los Estados miembros, son generalmente plurianuales y representan alrededor del 20% del presupuesto de la PAC.

El Consejo de la UE y el Parlamento Europeo fijan el presupuesto cada año. Para controlar los gastos a largo plazo, estos se inscriben en un marco financiero plurianual.

## Controversias
La PAC ha recibido críticas porque parte de la producción subvencionada se desecha o se exporta a países pobres. Esto provoca que los productos de origen europeo, que han recibido una subvención que baja el precio del producto por debajo de su coste, sean vendidos a un precio artificialmente bajo, hundiendo las economías de los países pobres.
Sin embargo, sin la PAC, los agricultores europeos no podrían competir con los de otros países cuyas condiciones laborales son pésimas —salarios bajos, explotación laboral, ausencia de seguridad social—. Además, en algunos casos, también reciben subvenciones de sus propios países y no lo comunican a la OMC, de manera que hay poca transparencia en las subvenciones que los países pobres dan a sus agricultores, a diferencia de las ayudas europeas, cuyo monto económico siempre se conoce.
También es criticada por la forma en que se asignan las subvenciones. Algunas veces se ha asignado por superficie poseída y no por producción. Lo que podía provocar que un agricultor que no produjese, recibiera la subvención. O incluso que le resultase más rentable no producir porque el producto lo va a vender por debajo de su coste real.
No obstante, a partir de la década de los noventa, para cobrar las ayudas de la PAC es obligatorio desempeñar una serie de trabajos destinados a mantener el medio ambiente, a proteger el ecosistema y a mejorar la calidad y la salubridad de los productos, es lo que a partir de la reforma de 2003 se ha venido llamando — condicionalidad—, por lo que los agricultores también trabajan aunque no produzcan, consiguiéndose de este modo el mantenimiento sostenible de las tierras de cultivo. 
Otra crítica es que se reparte el 70% de las subvenciones entre el 20% de los agricultores. Para evitar esto, a partir de los 5000 euros de ayuda, se reduce en un 5 % —4 % en 2006— la cantidad a cobrar; es la llamada modulación, también adoptado en la reforma de la PAC de 2003. Este dinero reducido se dedica a proyectos de desarrollo rural, principalmente.